# Kirby Wiske
Kirby Wiske är en ort och civil parish i Storbritannien.   Den ligger i grevskapet North Yorkshire och riksdelen England, i den centrala delen av landet, 300 km norr om huvudstaden London. Kirby Wiske ligger 27 meter över havet och antalet invånare är 105.
Terrängen runt Kirby Wiske är platt. Runt Kirby Wiske är det ganska tätbefolkat, med 67 invånare per kvadratkilometer. Närmaste större samhälle är Ripon, 15,1 km söder om Kirby Wiske. Trakten runt Kirby Wiske består till största delen av jordbruksmark.